# Joseph McCormick
Joseph McCormick   (Buckingham, 12 d'agost de 1894 - Sudbury, 14 de juny de 1958) va ser un jugador d'hoquei sobre gel canadenc de naixement, però estatunidenc d'adopció, que va competir a començaments del segle xx. Era germà del també jugador d'hoquei sobre gel Lawrence McCormick.
Va començar la seva carrera jugant al Pittsburgh Yellow Jackets, poc abans de la Primera Guerra Mundial. El 1918 es va allistar a l'exèrcit dels Estats Units, i poc després ho va fer el seu germà Lawrence. Ambdós van lluitar a França durant la Primera Guerra Mundial, motiu pel qual tenien dret a la ciutadania dels Estats Units. El 17 de març de 1920, només cinc setmanes abans de jugar els Jocs Olímpics d'Estiu de 1920 d'Anvers es van nacionalitzar estatunidencs. En aquests Jocs guanyà la medalla de plata en la competició d'hoquei sobre gel, després de perdre la final contra la selecció del Canadà.
Posteriorment va tornar a Pittsburgh, on tornà a jugar amb els Yellow Jackets fins al 30 de març de 1922 sent un dels màxims golejadors en les categories amateurs de l'equip al llarg de la histpòria. Va acabar la seva carrera al Portland Rosebuds el 1925.